# Чочиева, Злата Юрьевна
Зла́та Ю́рьевна Чо́чиева (1 марта 1985, Москва) — российская классическая пианистка. Заслуженный артист Республики Северная Осетия — Алания. Заслуженный артист Республики Южная Осетия (2019).

## Биография
По собственному признанию: «Мое первое знакомство с роялем состоялось в три с половиной года. <…> Мой старший брат ходил на уроки фортепиано, и меня не с кем было оставить дома. Мама брала меня послушать его уроки, и я тоже захотела попробовать». Таким образом, с четырёх лет Злата начала обучаться в детской музыкальной школе им. Я. В. Флиера по классу фортепиано под руководством Нины Ануфриевны Доленко. По собственному признанию, «мне нравилась сцена — мне не было ещё пяти лет, когда я первый раз сыграла на классном вечере несколько пьес из „Детского альбома“ Чайковского. Я загорелась не только музыкой, но и идеей играть для публики».
В семь лет выступила в Большом зале Московской консерватории, исполнив Концерт No 17 для фортепиано с оркестром Моцарта. В 1996 году выступила с сольным концертом во Владикавказе. Там же исполнила концерт Грига с оркестром Северо-Осетинской филармонии под управлением Павла Ядых. В двенадцать лет она дала сольный концерт в Рахманиновском зале Московской консерватории, который транслировался по российскому телевидению. Когда Злате было 14 лет, её услышал Михаил Плетнёв и пригласил сыграть несколько концертов с Российским национальным оркестром. Злата также стала одним из двух пианистов, удостоенных чести заниматься под руководством маэстро.
В 2000 году поступила в Центральную музыкальную школу при Московской консерватории, где продолжила обучение под руководством М. В. Плетнёва. В 2003 году окончила Центральную музыкальную школу и поступила в Московскую государственную консерваторию. В это время она описывалась как «тоненькая, пышноволосая с необыкновенно внимательным взглядом огромных черных глаз. <…> Иномирный — так назвала потом этот образ одна знакомая, почитательница таланта Златы».
В 2005 году стала самым молодым за всю историю республики исполнителем, удостоенным почетного звания «Заслуженный Артист Республики Северная Осетия — Алания».
В 2008 году с отличием окончила Московскую государственную консерваторию в классе профессора П. Т. Нерсесьяна. В 2012 году там же окончила аспирантуру.
В 2012—2014 годах обучалась в университете «Моцартеум» города Зальцбурга в классе профессора Жака Рувье, где она также несколько лет проработала ассистентом профессора.
В 2018 году вместе с Мишей Дацичем выступила организатором музыкального фестиваля в Музее-усадьбе С. В. Рахманинова в Ивановке (Тамбовская область).
С 2019 года живёт в Берлине. По словам Чочиевой: «Я люблю Берлин и ту энергию, которую он мне дает».

## Концертная деятельность
Злата Чочиева регулярно концертирует в самых знаменитых залах мира: среди них ― Геркулес-холл (Мюнхен), Консертгебау (Амстердам), театр Ла Фениче (Венеция), Зал имени Дж. Верди (Милан), Парижская филармония, Ашер-холл (Эдинбург), Концертный зал «Тиволи» (Копенгаген), Культурный центр «Белем» (Лиссабон), Центр исполнительских искусств Броуэрда (Майами), Концертный зал имени П. И. Чайковского, Большой зал Московской консерватории и Большой зал филармонии Санкт-Петербурга.
Принимает участие во многих известных музыкальных фестивалях в России, Европе и США, в том числе в Фортепианном фестивале в Майами, фестивале Марты Аргерих в Лугано, Люцернском фестивале и Piano Rarites в Хузуме.
В 2018—2019 годы с большим успехом дебютировала в Лондоне в Вигмор-холле, в Берлине в Концертхаусе, в Женеве в Виктория-холл и в Венском Концертхаусе.
Дискография Златы Чочиевой включает три компакт-диска, выпущенных звукозаписывающей компанией «Piano Classics». Диск с 27 этюдами Шопена вошел в десятку лучших музыкальных альбомов месяца и в число 10 выдающихся записей Шопена по мнению журнала «Gramophone». Запись всех Этюдов-картин Рахманинова была номинирована на премию «Немецкой Музыкальной Критики» («Preis der Deutschen Schallplattenkritik»).

## Награды и признание
- Заслуженный артист Республики Северная Осетия — Алания
- 1 премия Конкурса на лучшее исполнение концерта с оркестром (Москва, 1993 год)
- 1 премия Первого всероссийского конкурса им. М. И. Глинки (Москва, 1994 год)
- Гран-при Фестиваля им. Я. Флиера (Москва, 1995 год)
- 1 премия Международного конкурса пианистов в Неаполе (Италия, 1996 год)
- Лауреат и обладатель специального приза за лучшее исполнение произведений Скрябина на Международном фестивале пианистов им. А. Н. Скрябина (Москва, 1996 год)
- Золотая медаль Международного конкурса пианистов в Копенгагене (Дания, 1999 год)
- 2 премия (первая не присуждена) Международного конкурса им. Шимановского (Лодзь, 2005 год)
- 1 премия Международного конкурса «Frechilla-Zuloaga» в Испании (Вальядолид, 2005 год)
- 3 премия «Tivoli piano competition» (Копенгаген, 2006 год)
- «Mozart prize» Конкурса «ARD» (Мюнхен, 2006 год)
- 1 премия Международного конкурса пианистов имени Гвидо Альберто Фано (Кампосампьеро, 2010 год)
- Серебряная медаль, премия за лучшее исполнение произведений Шопена и приз зрительских симпатий Международного конкурса пианистов в г. Флорианополис (Бразилия, 2010 год)
- Заслуженный артист Республики Южная Осетия (2019)[8]